# Farfalle del parco nazionale del Gran Sasso e Monti della Laga
Il parco ospita una lepidotterofauna molto ricca in virtù della sua estensione, posizione geografica e varietà di habitat, con 146 specie di farfalle segnalate ad oggi.

## Descrizione
L’area protetta è caratterizzata da alcuni dei maggiori rilievi dell’Appennino, importanti aree rifugio per numerose specie orofile che in Italia sono più ampiamente diffuse sulle Alpi, mentre a livello appenninico risultano limitate ai massicci montuosi più elevati e dove in generale sono maggiormente vulnerabili agli effetti del riscaldamento climatico. Tra queste vanno menzionate ad esempio Parnassius apollo  e Parnassius mnemosyne, entrambi in Direttiva Habitat 92/43/CEE, alcuni Licenidi (Lycaena hippothoe, Polyommatus damon, Polyommatus eros) e Ninfalidi (Boloria pales, Melitaea varia, Lasiommata petropolitana, varie Erebia). 
Tra le Erebia particolare interesse è rivestito da Erebia pandrose, presente in Appennino esclusivamente sui Monti della Laga dove costituisce un endemismo genetico, nonché Erebia pluto ed Erebia gorge, localizzate su pendii rocciosi e macereti ad oltre 2000 metri di altitudine. Interessante è anche la presenza di Lasiommata petropolitana, nota solo in quest’area a livello appenninico e che qui raggiunge il suo limite meridionale di distribuzione italiano insieme ad Erebia montana, anch’essa molto localizzata sui rilievi dell’Italia centrale.
Altre farfalle montane che vivono nel Parco sono Anthocharis euphenoides e Polyommatus dolus (Quasi Minacciate secondo la Lista Rossa Nazionale), Coenonympha dorus e Coenonympha glycerion, tutte presenti anche in regioni del Nord Italia ma molto localizzate. 
Nell’area sono note anche specie limitate in Italia alle regioni centro-meridionali, come Carcharodus baeticus, considerato Quasi Minacciato nella Lista Rossa nazionale e Coenonympha rhodopensis, conosciuta un tempo anche nel comprensorio del Monte Baldo tra Veneto e Trentino ma non più confermata da decenni. Vi sono inoltre interessanti endemismi genetici come Lycaena thersamon, Pyronia cecilia e Hyponephele lupina, noti sulla base di segnalazioni datate e meritevoli perciò di conferma. 
Tra le specie in Direttiva Habitat, oltre ai già citati Parnassius, nell’area del Parco sono note Zerynthia cassandra, Euphydryas aurinia, Phengaris arion e Melanargia arge, quest’ultima meritevole di conferma in quanto riportata in modo impreciso da poche fonti bibliografiche. 